# 布魯克斯 (加利福尼亞州)
布魯克斯（英語：Brooks）是位於美國加利福尼亞州優洛縣的一個非建制地區。該地的面積和人口皆未知。

## 地理
布魯克斯的座標為38°44′30″N 122°08′53″W / 38.74167°N 122.14806°W，而該地的平均海拔高度為8米（即26英尺）。